# Kastell Cășeiu

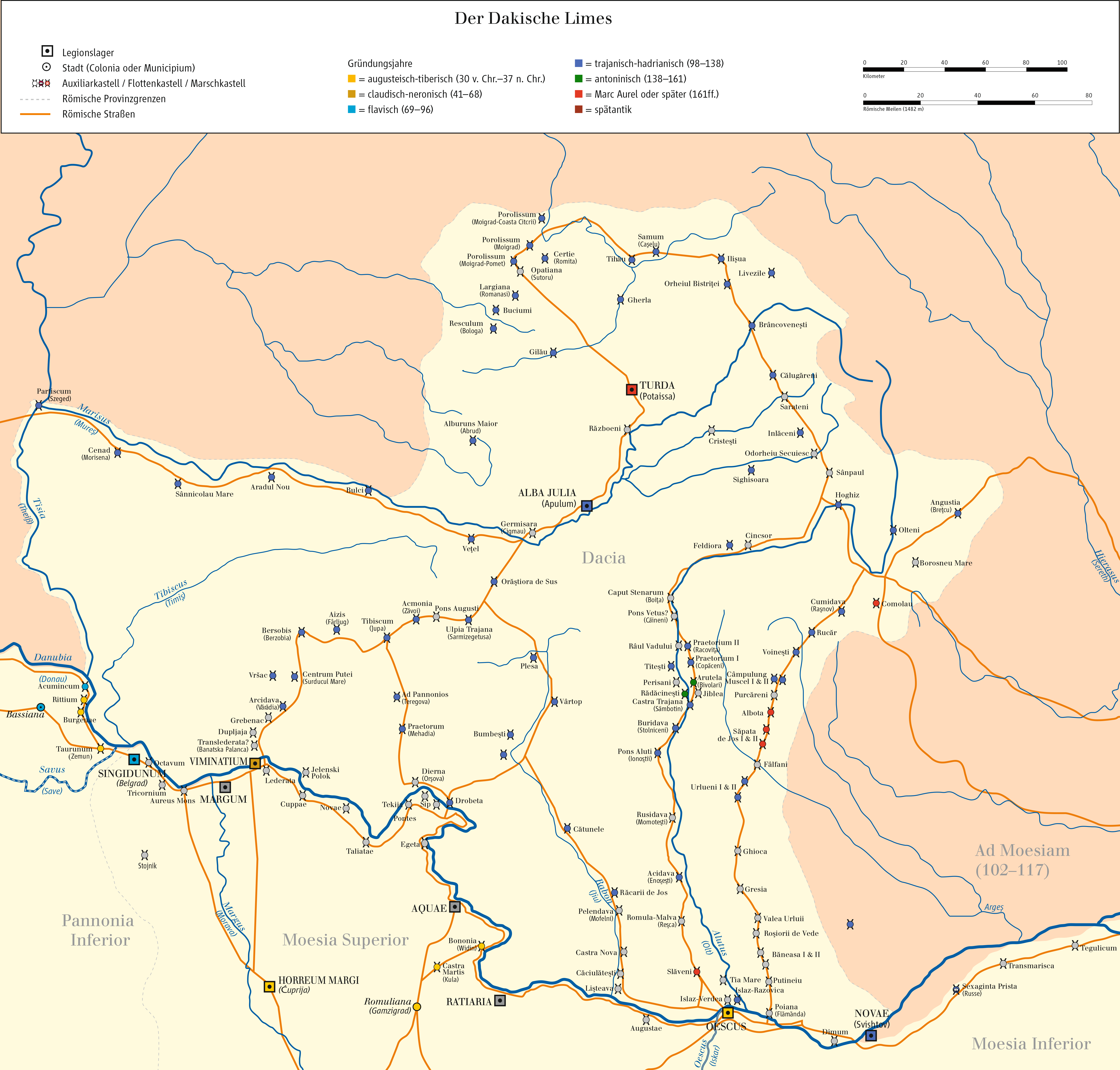
Samum am dakischen Limes

Kastell Cășeiu (antiker Name Samum) war ein römisches Hilfstruppenlager auf dem heutigen Gemeindegebiet von Cășeiu (ung. Alsókosály) im Kreis Cluj in der Region Siebenbürgen in Rumänien. Gemeinsam mit insgesamt 277 Stätten des Dakischen Limes wurde das Kastell Cășeiu 2024 zum UNESCO-Weltkulturerbe erhoben.

## Lage
Etwa anderthalb Kilometer südwestlich des Ortes Cășeiu, bei der Mündung des Baches Sălătruc in den Someș (Somesch) gelegen, diente das Kastell der Überwachung des Warenverkehrs auf dem Someș im Norden der dakischen Provinz Dacia Porolissensis. Im heutigen Siedlungsbild befindet sich das Kastell auf dem von den Einheimischen Cetătele genannten Areal.

## Archäologische Befunde
Archäologische Untersuchungen fanden in den Jahren 1925/1926 unter der Leitung von Petre P. Panaitescu, zwischen 1980 und 1982 unter Dan Isac sowie zwischen 1994 durch Dan Isac und Adriana Isacu statt. Dabei konnten zwei Bauphasen und eine Reparaturphase differenziert werden.

### Holz-Erde-Lager
In der ersten Bauphase war das Lager mit seinen Ecken in die vier Himmelsrichtungen ausgerichtet. Es war von einer 8,50 m breiten und 1,45 m hohen Holz-Erde-Mauer umgeben, vor der sich zwei Gräben als Annäherungshindernisse befanden. Die genauen Abmessungen konnten nicht mehr ermittelt werden, sie dürften aber denen der folgenden Steinbauphase in etwa entsprochen haben. Die Errichtung des Holz-Erde-Lagers, vermutlich durch die Cohors II Britannorum, ließ sich auf die frühe Okkupationszeit (um 101/102) datieren.

### Steinkastell
Vermutlich unter Caracalla (211 bis 217) wurde das Holz-Erde-Lager durch ein Steinkastell ersetzt. Das Bauwerk mit einem quadratischen Grundriss von 165 Metern und abgerundeten Ecken war von einer anderthalb Meter dicken Steinmauer in der Technik des Opus incertum umgeben, die mit halbrund hervorspringenden Seiten- und Tortürmen (5 × 8 m), trapezförmigen Ecktürmen (10 × 2 × 2 × 12,5 m) und achteinhalb Meter breiten Seitentoren (Porta principalis sinistra und Porta principalis dextra) mit doppelten Durchfahrten besetzt war. Demgegenüber gewährten das Haupttor (Porta praetoria) und das rückwärtige Tor (Porta decumana) nur Durchfahrbreiten von 4,50 m beziehungsweise 3,50 m. Wie das Holz-Erde-Lager war auch das Steinkastell mit seinen Ecken in die vier Himmelsrichtungen orientiert. Bei seiner Errichtung war der Graben des Vorgängerbauwerks zugeschüttet, und die Steinmauer genau über dieser Verfüllung errichtet worden. Dieser bautechnische Fehler führte schon bald dazu, dass Reparaturmaßnahmen erforderlich wurden, von denen auch die Tor- und Seitentürme betroffen waren.
Im Innenbereich des Kastells konnten einige Gebäude identifiziert werde. Die Principia (Stabsgebäude) umfassten mit ihren Abmessungen von 24 m mal 30 m eine Fläche von 720 m² und besaßen ein Atrium. Rechts der Principia befand sich das Praetorium (Kommandantenwohnhaus). In der Praetentura (vordere Lagerhälfte) wurden insgesamt fünf Mannschaftsbaracken identifiziert, die aus ungebranntem Lehm konstruiert waren. In der rechten Kastellhälfte befand sich ein Horreum (Speichergebäude).
Die Errichtung des Kastells erfolgte vermutlich durch die Cohors I Britannica, die auch in der Folgezeit zur Stammbesetzung des Kastells wurde. Sein Ende fand das römische Militärlager im Zusammenhang mit der Aufgabe der dakischen Provinzen unter Aurelian (270 bis 275).

### Vicus
Westlich und östlich des Kastells erstreckte sich der Vicus, die Zivilsiedlung, in der sich die Wohnquartiere der Angehörigen von Soldaten, der Veteranen, Handwerker, Händler, Schankwirte, Prostituierten und anderer Dienstleister befanden.

### Benefiziarierstation
Neben dem Kohortenkastell muss in Cășeiu eine Benefiziarierstation existiert haben, wovon die hohe Anzahl entsprechender Weiheinschriften Zeugnis ablegt.

## Limesverlauf
Der mit Wachtürmen und Kleinkastellen ausgebaute Limes Porolissensis verläuft in rund zwölf Kilometern Luftlinie nördlich des Kastells Cășeiu. Östlich des nord-südlich verlaufenden Tals zwischen Kastell und Limes konnten bislang 10 verschiedene Limesbauwerke identifiziert werden.
| Nr.   | Name/Typ       | Ort                                | Beschreibung/Zustand |
| ----- | -------------- | ---------------------------------- | --- |
| RO077 | Kastell Cășeiu | Cășeiu                             | siehe oben |
| RO026 | Wachturm       | Chiuești, Muncelul Chiueștiului    | Das Fundament des Turmes ist gut erhalten und im Gelände sichtbar. An der Oberfläche finden sich reichlich Keramikscherben und luftgetrocknete Ziegel. |
| RO024 | Wachturm       | Ciceu-Corabia, Ponița              | Die Turmstelle wurde vollständig ausgegraben, wobei mehrere Bauphasen und ein Annexgebäude dokumentiert wurden. Das Fundspektrum reichte vom frühen zweiten bis zum späten dritten Jahrhundert. Es gab keine poströmischen Straten. Das den Turm umgebende Wall- und Grabensystem wurde konserviert.                                               |
| RO031 | Wachturm       | Ciceu-Poieni, Dealul Podului       | Kegelförmiger Turm, der zu 20 % durch Abholzungen beschädigt ist. |
| RO087 | Wachturm       | Negreni, Podireu                   | Aus der Limeslinie deutlich nach Norden vorgeschobener Wachturm. Ohne vorherige Dokumentation zerstört. Die exakte Position kann nicht mehr ermittelt werden, da die fortgeschrittene Zerstörung und die wild wuchernde Vegetation eine Beobachtung unmöglich machen.                                                                              |
| RO027 | Wachturm       | Dumbrăveni, Vârful Runcului        | Die Ruine ist sehr schlecht erhalten und ihre Strukturen wurden durch landwirtschaftliche Arbeiten beschädigt. Auch sind Spuren der Ausgrabungen, die Anfang der 1970er Jahre vorgenommen worden waren vorhanden. An der Oberfläche kann man einige kreisförmige Ausprägungen mit starken Verbrennungsspuren und wenig Keramikscherben wahrnehmen. |
| RO028 | Wachturm       | Negrilești, Dealul Sflederului     | Der Befund besitzt beeindruckende Dimensionen und ist sehr gut erhalten. Es gibt jedoch keine Reste von Ziegeln oder Stein an der Oberfläche, lediglich einige Brandspuren sind wahrnehmbar. |
| RO029 | Kleinkastell   | Negrilești, Cetatea lui Negru-Vodă | Im beginnenden 19. Jahrhundert oder früher wurden auf der Fundstelle mehrere Häuser erbaut, so dass heute von den Strukturen kaum noch etwas wahrnehmbar ist. |
| RO030 | Wachturm       | Negrilești, Cornul Malului         | Die Turmruine und der sie umgebende Graben sind noch sichtbar. Bei Untersuchungen in den frühen 1970er Jahren wurden einige römische Keramikscherben erwähnt. Die Strukturen sind zu 80 % durch schwere Abholzungen zerstört. |
| RO033 | Wachturm       | Purcărete, Fața Carpenului         | Der Turm hat eine runde Form. Das Steinmauerwerk und der Graben sind noch sichtbar. Die Strukturen sind zu 10 % durch Abholzung beschädigt. |
| RO034 | Wachturm       | Ciceu-Poieni, Strunga Găvojdenilor | Vollständig zerstörte Turmstelle. 1973 war der Turm mit rechtwinkligem Grundriss untersucht worden, es wurde nur eine Holzbauphase ermittelt. |
| RO035 | Wachturm       | Ciceu-Poieni, Podul Milcoiei       | Vollständig zerstörter Turm. In den 1970er Jahren war der Wall der Turmstelle archäologisch untersucht worden. |
| RO025 | Arcobara       | Ilișua                             | siehe Hauptartikel Arcobara |

## Fundverbleib und Denkmalschutz
Die archäologische Funde des Ortes befinden sich im Muzeul Național de Istorie a Transilvaniei (Nationalmuseum der Geschichte Transsilvaniens) in Cluj-Napoca (Klausenburg) und dem Muzeul Municipal (Städtischen Museum) in Dej (Burglos).
Die gesamte archäologische Stätte und im Speziellen das Kastell stehen nach dem 2001 verabschiedeten Gesetz Nr. 422/2001 als historische Denkmäler unter Schutz und sind nit dem LMI-Code CJ-I-s-B-06996.01 in der nationalen Liste der historischen Monumente (Lista Monumentelor Istorice) eingetragen. Zuständig ist das Ministerium für Kultur und nationales Erbe (Ministerul Culturii şi Patrimoniului Naţional), insbesondere das Generaldirektorat für nationales Kulturerbe, die Abteilung für bildende Kunst sowie die Nationale Kommission für historische Denkmäler sowie weitere, dem Ministerium untergeordnete Institutionen. Ungenehmigte Ausgrabungen sowie die Ausfuhr von antiken Gegenständen sind in Rumänien verboten.